# Сара (Саринский сельсовет)
Сара — село в Кувандыкском городском округе Оренбургской области.

## География
Находится на реке Чебакла на расстоянии примерно 35 километров по прямой на юго-восток от окружного центра города Кувандык.

## Климат
Климат умеренно-континентальный. Времена года выражены чётко. Среднегодовая температура по району изменяется от +4,0 °C до +4,8 °C. Самый холодный месяц года — январь, среднемесячная температура около −20,5…−35 °C. Атмосферных осадков за год выпадает от 300 до 450—550 мм, причём большая часть приходится на весенне-летний период (около 70 %). Снежный покров довольно устойчив, продолжительность его, в среднем, 150 дней.

## История
Основано позже 1861 года. По преданиям, первопоселенцы — русские староверы из деревни Угара, что за селом Зилаир в Башкирии. Первоначальное название — Петропавловка — по церковному празднику. В источнике 1901 года уже село Петропавловское. До 2016 года было центром Саринского сельсовета Кувандыкского района, после реорганизации этих муниципальных образований находится в составе Кувандыкского городского округа.

## Население
Постоянное население составляло 893 человека в 2002 году (русские 81 %), 642 в 2010 году. Также проживают башкиры.